# 日星高等学校
日星高等学校（にっせいこうとうがっこう）とは、京都府舞鶴市上安久にある私立高等学校。

## 学科
- 普通科
  - 特進コース
  - 総合コース
- 看護科（5年課程）

## 沿革
- 1929年（昭和4年） - 舞鶴裁縫女学校として創立
- 1946年（昭和21年） - 校舎を現在地の上安久に移る
- 1948年（昭和23年） - 学制改革により日星高等学校となる
- 1967年（昭和42年） - 看護科を設置
- 1995年（平成7年） - 衛生看護専攻科を開設
- 1996年（平成8年） - コース制導入、男女共学化
- 2002年（平成14年） - 衛生看護科から看護科5年課程に変更

## アクセス
- 京都交通バス「税務署前」停留所 徒歩3分

## 主な出身者
- 亀井塔生（元プロ野球選手）